# Любимов, Семён Иванович
Семён Ива́нович Люби́мов — русский юрист, адъюнкт и магистр этико-политического факультета Московского университета.

## Биография
Семён Любимов родился в селе Куликово Дмитровского уезда Московской губернии около 1787 года.
По окончании Московской духовной академии поступил в Московский университет. Выдержал экзамен на степень кандидата и магистра по нравственно-политическому отделению и в 1820 году был удостоен звания адъюнкт-профессора отделения. В том же году был определён секретарём училищного комитета. Преподавал в университете чиновникам, состоящим на гражданской службе, общее право, гражданское и римское, а студентам — логику и нравственную философию по Рейнгарду.
В 1822 году Любимов перешёл на гражданскую службу: сначала стряпчим, потом прокурором и наконец, по избранию купечеством, председателем Московского коммерческого суда, который торжественно был открыт при нём.
Согласно исповедным росписям г. Москвы в 1822 имел чин коллежского асессора, в 1835 — коллежского советника, в 1840 — статского советника, в 1859 — действительного статского советника.

## Семья
Жена — Татьяна Николаевна (ок. 1812 — не ранее 1859) — дочь дворянина Николая Михайловича Гусятникова
От неё дети:
- Николай (ок. 1830 — не ранее 1859), жена Елизавета Адольфовна (ок. 1829 — не ранее 1859), их дети:
  - Лев (ок. 1857 — не ранее мая 1916[16]) — надворный советник[17], выпускник Института инженеров путей сообщения[18], начальник Омской железной дороги с июля 1914 по май 1916 года[19], жена Емилия Иустивова Оттенберг (с 14 сентября 1881 года)[20]
  - Елизавета (ок. 1858 — не ранее 1859)
- Сергей (ок. 1831 — не ранее 1859) — поручик
- Александр (19.02.1832 — 23.10.1883) — тайный советник, сенатор[21]
- Дмитрий (ок. 1837 — не ранее 1859) — студент Московского университета
- Владимир (ок. 1839 — не ранее 1859) — студент Московского университета
- Ольга (ок. 1844 — не ранее 1859)
- Лидия (ок. 1850 — не ранее 1859)